# 奥利瓦雷斯
奥利瓦雷斯，是西班牙安达卢西亚自治区塞维利亚省的一个市镇。总面积46平方公里，总人口8105人（2001年），人口密度176人/平方公里。